# Le Poilu victorieux
Le Poilu victorieux, aussi appelé Poilu de la Victoire ou Poilu triomphant, est une œuvre du sculpteur français Eugène Bénet, réalisée en 1920. Représentant un soldat français de la Première Guerre mondiale, le poilu, elle orne plusieurs centaines de monuments aux morts à travers la France.

## Description
L'œuvre est une sculpture en bronze ou en fonte. Elle représente un poilu, debout et brandissant dans son poing droit une palme et une couronne de laurier. Sa jambe droite est légèrement avancée, fléchie en appui sur une pierre. Le soldat est moustachu et en uniforme complet, y compris la capote et le casque Adrian. Il a la bouche ouverte, donnant l'impression qu'il est en train de crier ou de chanter. Il semble se dégager une certaine colère de son expression. Il tient un fusil Lebel dans sa main gauche ; une cartouchière est passée à sa ceinture et un masque à gaz pend en bandoulière. Sa poitrine arbore la Légion d'honneur, la Médaille militaire, et la Croix de guerre, et il porte une fourragère sur l'épaule gauche. Les signatures du sculpteur et du fondeur sont portées sur le socle de la statue.
Un grand nombre de ces statues sont en fonte de fer (d'un poids d'environ 420 kg), moins onéreuses, et elles ont parfois été peintes. L'exemplaire de Dol-de-Bretagne, par exemple, mesure 2,63 mètres.

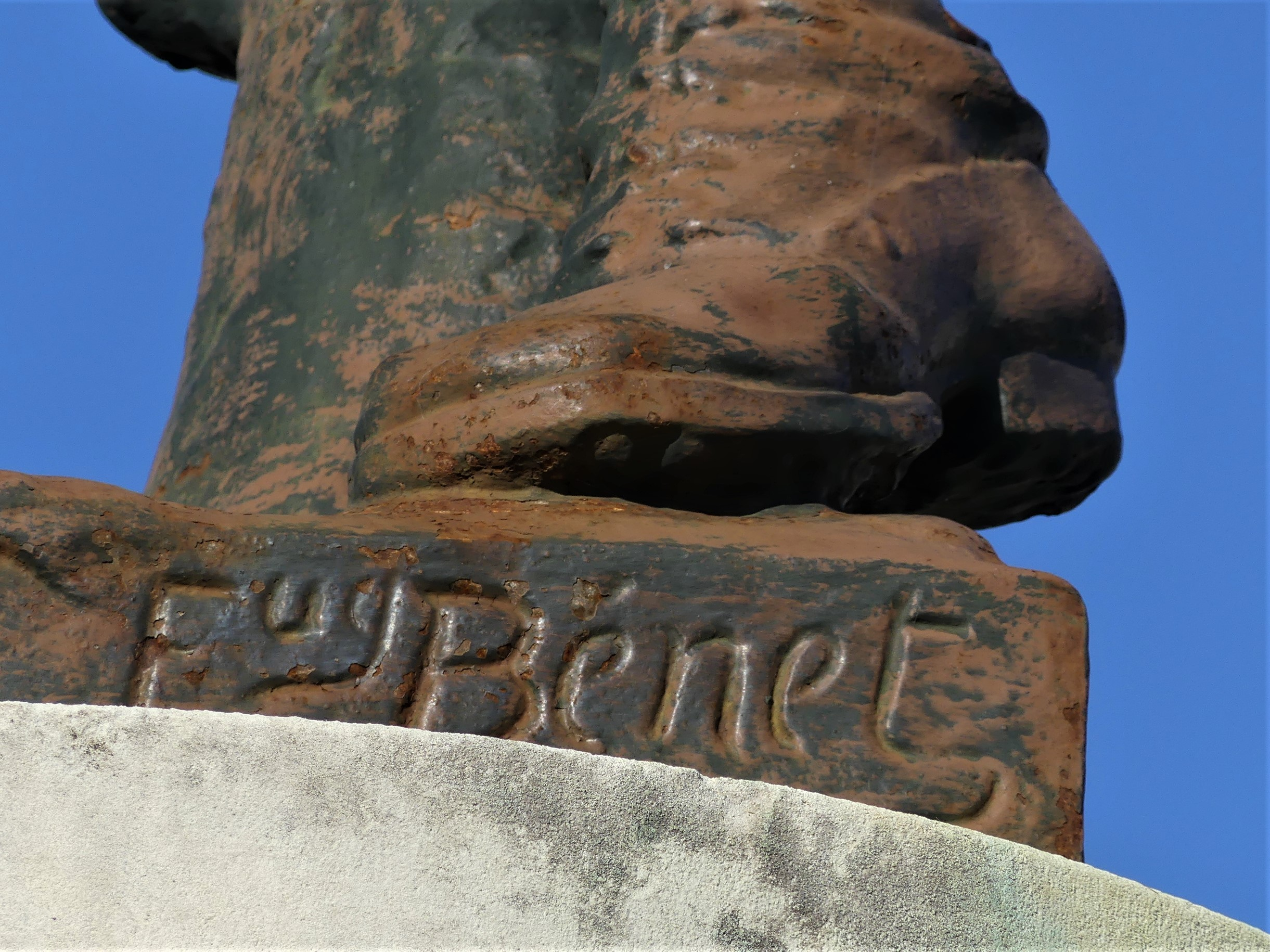
Détail de la signature du sculpteur « Eug Bénet » sur l'exemplaire de Civray (Vienne).
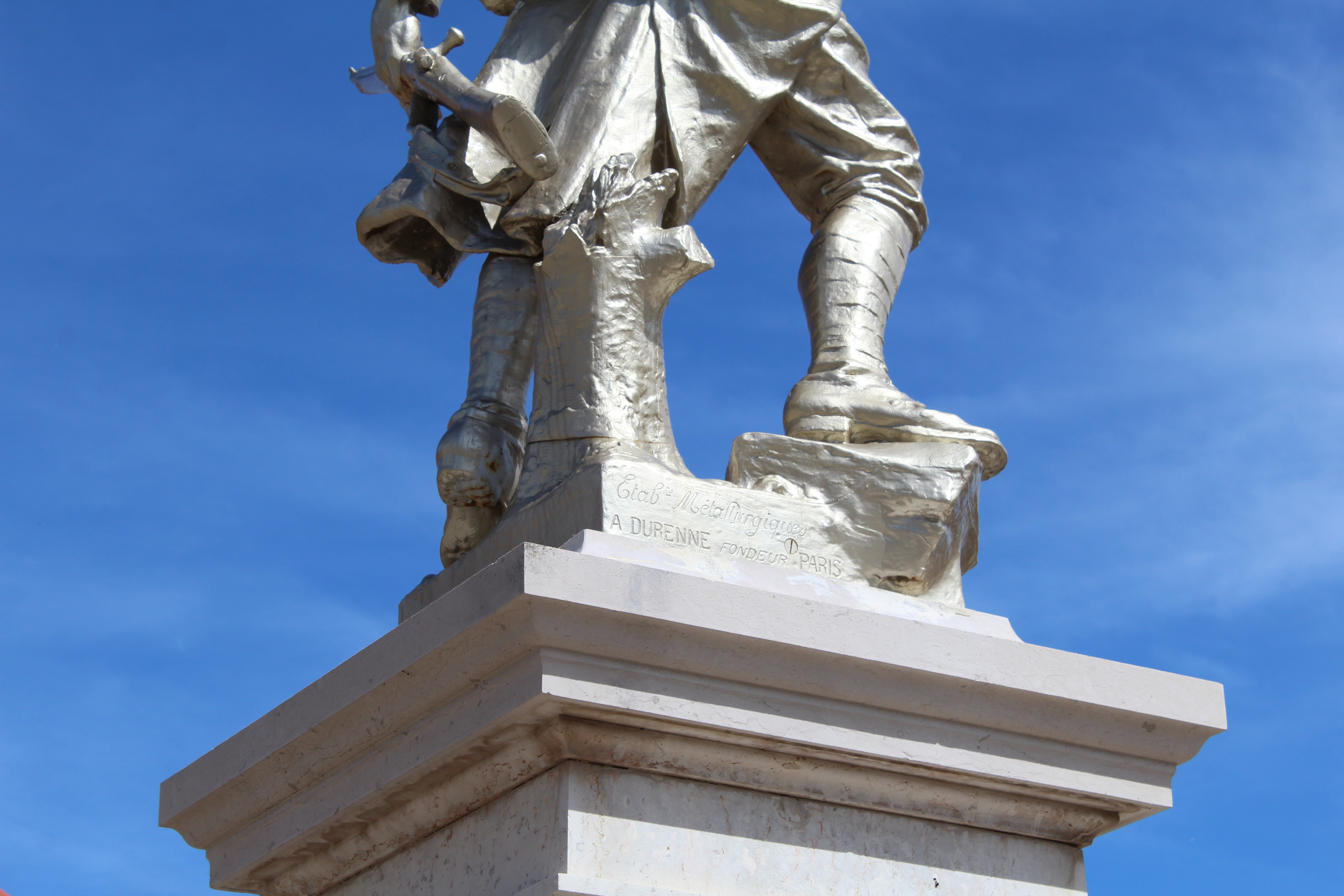
Détail de la signature de la fonderie « A. DURENNE » sur l'exemplaire de Saint-Nizier-le-Bouchoux (Ain).
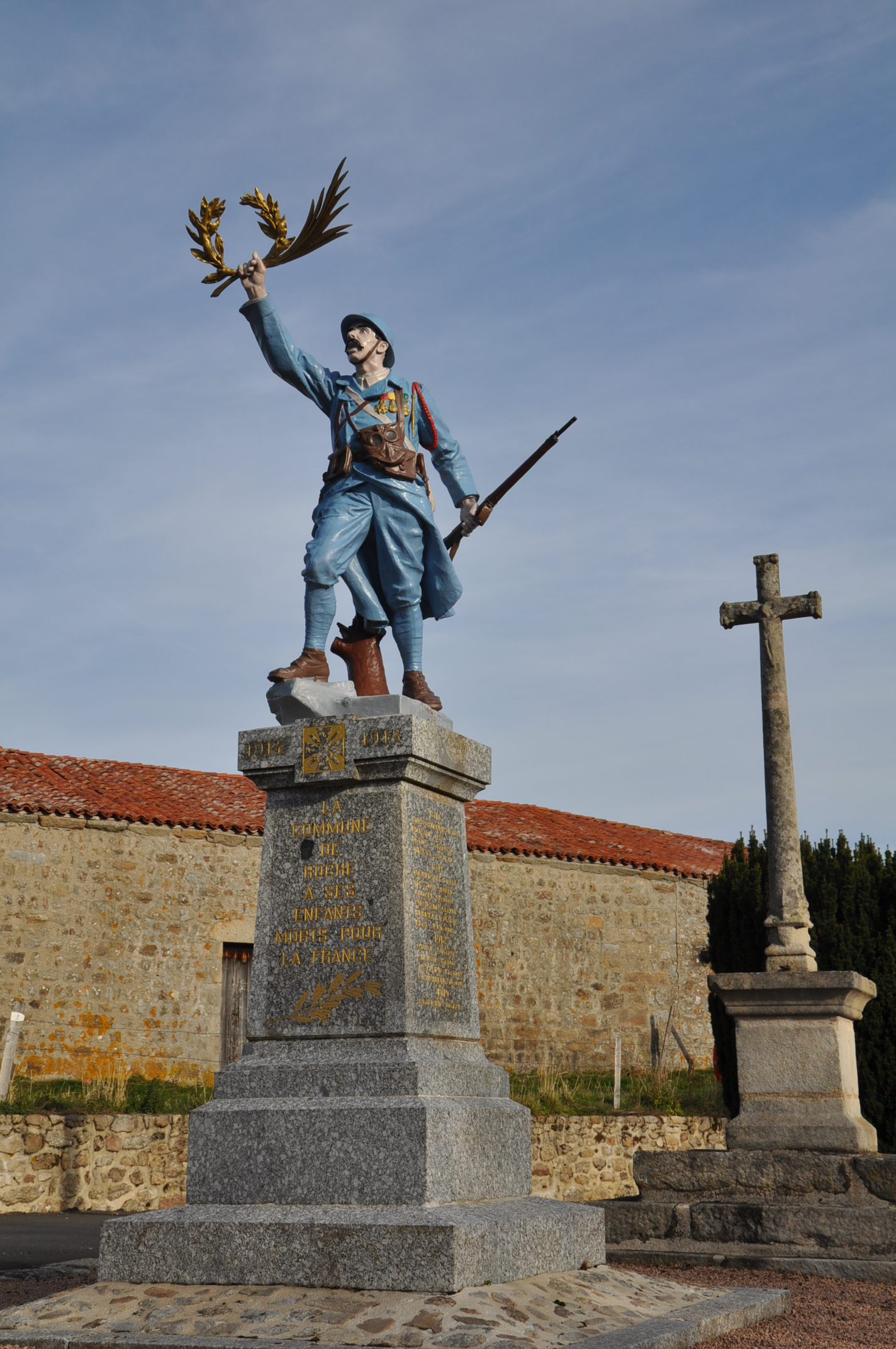
Exemplaire peint à Roche (Loire).

## Historique
À partir de 1918, après la fin de la Première Guerre mondiale, une grande majorité des communes de France organisent l'érection de monuments aux morts pour commémorer leurs victimes. Pour répondre à la demande, les fonderies d'art proposent des sculptures dédiées sur catalogue.
Le Poilu victorieux est réalisé par Eugène Bénet en 1920, à destination de la fonderie Antoine Durenne. Il s'agit de l'un des modèles de sculptures les plus populaires parmi ceux proposés pour orner les monuments aux morts : son tirage est estimé à environ 900 exemplaires,,, représentant à lui seul 6 % à 10 % des monuments aux morts de la Première Guerre mondiale, ce qui en ferait l'œuvre d'art public la plus répandue en France. Généralement, ce sont de petites communes qui optent pour ce modèle de monument. 
L'exemplaire de Saurat, en Ariège, a été inscrit monument historique à titre objet par arrêté du 27 juin 2007,,.
Une reproduction est exposée dans la salle d'introduction du musée de la Grande Guerre à Meaux,.

## Monuments aux morts constitués de cette statue

### France
Les monuments sont classés par ordre alphabétique de région. Au sein de celles-ci, par ordre alphabétique de départements et, au sein de ceux-ci, par ordre alphabétique de communes.
Des exemplaires du Poilu victorieux ont notamment été installés à :
| Commune                                                     | Département          | Région                     | Coordonnées géographiques        | Base Mérimée ou Base Palissy     | Photo                                                                                                   |
| ----------------------------------------------------------- | -------------------- | -------------------------- | -------------------------------- | -------------------------------- | --- |
| Arbent                                                      | Ain                  | Auvergne-Rhône-Alpes       | 46° 17′ 44,5″ N, 5° 40′ 52,5″ E  |                                  | Le Poilu victorieux d'Arbent                                                                            |
| Billiat                                                     | Ain                  | Auvergne-Rhône-Alpes       | 46° 04′ 40″ N, 5° 47′ 03″ E      |                                  | Le Poilu victorieux de Billiat                                                                          |
| Cormaranche-en-Bugey                                        | Ain                  | Auvergne-Rhône-Alpes       |                                  |                                  | Le Poilu victorieux de Cormaranche-en-Bugey                                                             |
| Le Petit-Abergement                                         | Ain                  | Auvergne-Rhône-Alpes       |                                  |                                  | Le Poilu victorieux du Petit-Abergement                                                                 |
| Rignieux-le-Franc                                           | Ain                  | Auvergne-Rhône-Alpes       | 45° 56′ 26,9″ N, 5° 11′ 21,7″ E  |                                  | Le Poilu victorieux de Rignieux-le-Franc                                                                |
| Saint-Martin-du-Frêne                                       | Ain                  | Auvergne-Rhône-Alpes       | 46° 08′ 25,2″ N, 5° 33′ 10″ E    |                                  | Le Poilu victorieux de Saint-Martin-du-Frêne                                                            |
| Saint-Nizier-le-Bouchoux                                    | Ain                  | Auvergne-Rhône-Alpes       | 46° 27′ 37,1″ N, 5° 09′ 03,4″ E  |                                  | Le Poilu victorieux de Saint-Nizier-le-Bouchoux                                                         |
| Issarlès                                                    | Ardèche              | Auvergne-Rhône-Alpes       | 44° 50′ 33,8″ N, 4° 01′ 50,1″ E  |                                  | Le Poilu victorieux d'Issarlès                                                                          |
| Montboudif                                                  | Cantal               | Auvergne-Rhône-Alpes       | 45° 22′ 16,1″ N, 2° 43′ 54,4″ E  |                                  | |
| Saint-Urcize                                                | Cantal               | Auvergne                   | 44° 41′ 52,3″ N, 3° 00′ 17,5″ E  |                                  | |
| Ségur-les-Villas                                            | Cantal               | Auvergne-Rhône-Alpes       | 45° 13′ 30,2″ N, 2° 49′ 03,3″ E  |                                  | |
| Châteauneuf-de-Galaure                                      | Drôme                | Auvergne-Rhône-Alpes       |                                  |                                  | |
| Châtillon-en-Diois                                          | Drôme                | Auvergne-Rhône-Alpes       |                                  |                                  | Le Poilu victorieux de Châtillon-en-Diois                                                               |
| Bellevue-la-Montagne (remplacé par un coq)                  | Haute-Loire          | Auvergne-Rhône-Alpes       | 45° 13′ 12,4″ N, 3° 49′ 10,5″ E  |                                  | |
| Le Brignon                                                  | Haute-Loire          | Auvergne-Rhône-Alpes       | 44° 56′ 05,9″ N, 3° 52′ 45″ E    |                                  | |
| Rosières                                                    | Haute-Loire          | Auvergne-Rhône-Alpes       | 45° 07′ 55,7″ N, 3° 59′ 10,6″ E  |                                  | |
| Saint-Christophe-sur-Dolaison                               | Haute-Loire          | Auvergne-Rhône-Alpes       | 44° 59′ 52,1″ N, 3° 49′ 14,8″ E  |                                  | |
| Saint-Didier-en-Velay                                       | Haute-Loire          | Auvergne-Rhône-Alpes       | 45° 18′ 05,9″ N, 4° 16′ 32,4″ E  |                                  | |
| Allinges                                                    | Haute-Savoie         | Auvergne-Rhône-Alpes       |                                  |                                  | |
| Jonzier-Épagny                                              | Haute-Savoie         | Auvergne-Rhône-Alpes       |                                  |                                  | |
| Barraux                                                     | Isère                | Auvergne-Rhône-Alpes       |                                  |                                  | Le Poilu victorieux de Barraux                                                                          |
| Salaise-sur-Sanne                                           | Isère                | Auvergne-Rhône-Alpes       |                                  |                                  | |
| Bussières                                                   | Loire                | Auvergne-Rhône-Alpes       | 45° 50′ 14,2″ N, 4° 16′ 00,7″ E  |                                  | Le Poilu victorieux de Bussières                                                                        |
| Noirétable                                                  | Loire                | Auvergne-Rhône-Alpes       | 45° 49′ 00,9″ N, 3° 45′ 59,7″ E  |                                  | Le Poilu victorieux de Noirétable                                                                       |
| Roche                                                       | Loire                | Auvergne-Rhône-Alpes       | 45° 36′ 54,3″ N, 3° 56′ 48,2″ E  |                                  | Le Poilu victorieux de Roche                                                                            |
| Saint-Georges-en-Couzan                                     | Loire                | Auvergne-Rhône-Alpes       | 45° 42′ 05,1″ N, 3° 55′ 52,2″ E  |                                  | Le Poilu victorieux de Saint-Georges-en-Couzan                                                          |
| Saint-Just-en-Bas                                           | Loire                | Auvergne-Rhône-Alpes       | 45° 43′ 49,4″ N, 3° 52′ 51,1″ E  |                                  | Le Poilu victorieux de Saint-Just-en-Bas                                                                |
| Saint-Martin-la-Sauveté                                     | Loire                | Auvergne-Rhône-Alpes       | 45° 49′ 59,8″ N, 3° 55′ 23″ E    |                                  | Le Poilu victorieux de Saint-Martin-la-Sauveté                                                          |
| Saint-Sauveur-en-Rue                                        | Loire                | Auvergne-Rhône-Alpes       | 45° 16′ 12,2″ N, 4° 29′ 43,4″ E  |                                  | Le Poilu victorieux de Saint-Sauveur-en-Rue                                                             |
| Le Brugeron                                                 | Puy-de-Dôme          | Auvergne-Rhône-Alpes       | 45° 42′ 44,7″ N, 3° 43′ 09,7″ E  | IA00053429                       | |
| Courpière                                                   | Puy-de-Dôme          | Auvergne-Rhône-Alpes       | 45° 45′ 15,8″ N, 3° 32′ 17,7″ E  |                                  | |
| Mazoires                                                    | Puy-de-Dôme          | Auvergne-Rhône-Alpes       | 45° 23′ 37,9″ N, 3° 02′ 39,5″ E  |                                  | |
| Randan                                                      | Puy-de-Dôme          | Auvergne-Rhône-Alpes       | 46° 00′ 56″ N, 3° 21′ 16″ E      | IA63000986 IM63002220            | Le Poilu victorieux de Randan                                                                           |
| Saint-Bonnet-le-Chastel                                     | Puy-de-Dôme          | Auvergne-Rhône-Alpes       | 45° 26′ 59,7″ N, 3° 38′ 01,3″ E  |                                  | |
| Marcilly-sur-Tille                                          | Côte-d'Or            | Bourgogne-Franche-Comté    | 47° 31′ 08,5″ N, 5° 07′ 48,7″ E  |                                  | Le Poilu victorieux de Marcilly-sur-Tille                                                               |
| La Roche-en-Brenil                                          | Côte-d'Or            | Bourgogne-Franche-Comté    | 47° 22′ 34,1″ N, 4° 10′ 44,8″ E  |                                  | Le Poilu victorieux de La Roche-en-Brenil                                                               |
| Gellin                                                      | Doubs                | Bourgogne-Franche-Comté    | 46° 44′ 02″ N, 6° 14′ 20″ E      |                                  | Le Poilu victorieux de Gellin                                                                           |
| Loray                                                       | Doubs                | Bourgogne-Franche-Comté    | 47° 09′ 11″ N, 6° 29′ 44,3″ E    |                                  | |
| Voujeaucourt                                                | Doubs                | Bourgogne-Franche-Comté    | 47° 28′ 40,5″ N, 6° 46′ 41,6″ E  |                                  | |
| Aillevillers-et-Lyaumont                                    | Haute-Saône          | Bourgogne-Franche-Comté    | 47° 55′ 07,6″ N, 6° 20′ 13,5″ E  |                                  | Le poilu victorieux d'Aillevillers-et-Lyaumont                                                          |
| Amance                                                      | Haute-Saône          | Bourgogne-Franche-Comté    | 47° 48′ 02,5″ N, 6° 03′ 31″ E    |                                  | |
| Autrey-lès-Gray                                             | Haute-Saône          | Bourgogne-Franche-Comté    | 47° 29′ 07″ N, 5° 29′ 36″ E      |                                  | |
| Brussey                                                     | Haute-Saône          | Bourgogne-Franche-Comté    | 47° 18′ 02,5″ N, 5° 48′ 38,1″ E  |                                  | Le Poilu victorieux de Brussey                                                                          |
| Champlitte                                                  | Haute-Saône          | Bourgogne-Franche-Comté    | 47° 36′ 59,2″ N, 5° 30′ 47,5″ E  |                                  | |
| Noidans-le-Ferroux                                          | Haute-Saône          | Bourgogne-Franche-Comté    | 47° 34′ 12,7″ N, 5° 57′ 19,5″ E  |                                  | Le Poilu victorieux de Noidans-le-Ferroux                                                               |
| Port-sur-Saône                                              | Haute-Saône          | Bourgogne-Franche-Comté    | 47° 41′ 21,1″ N, 6° 02′ 35,4″ E  |                                  | Le Poilu victorieux de Port-sur-Saône                                                                   |
| Chaux-des-Crotenay                                          | Jura                 | Bourgogne-Franche-Comté    | 46° 39′ 26″ N, 5° 58′ 01″ E      |                                  | |
| Dampierre                                                   | Jura                 | Bourgogne-Franche-Comté    | 47° 09′ 17″ N, 5° 44′ 27″ E      |                                  | Le Poilu victorieux de Dampierre                                                                        |
| Fort-du-Plasne                                              | Jura                 | Bourgogne-Franche-Comté    | 46° 37′ 06″ N, 5° 59′ 15″ E      | IA39001733                       | Le poilu victorieux de Fort-du-Plasne                                                                   |
| Villards-d'Héria                                            | Jura                 | Bourgogne-Franche-Comté    | 46° 24′ 55″ N, 5° 44′ 06″ E      |                                  | |
| Millay                                                      | Nièvre               | Bourgogne-Franche-Comté    | 46° 50′ 32,3″ N, 4° 00′ 02,6″ E  |                                  | Le Poilu victorieux de Millay                                                                           |
| Gibles                                                      | Saône-et-Loire       | Bourgogne-Franche-Comté    | 46° 19′ 26,2″ N, 4° 22′ 43,2″ E  |                                  | Le Poilu victorieux de Gibles                                                                           |
| Montmelard                                                  | Saône-et-Loire       | Bourgogne-Franche-Comté    | 46° 19′ 56,5″ N, 4° 24′ 36,1″ E  |                                  | Le Poilu victorieux de Montmelard                                                                       |
| Saint-Maurice-lès-Châteauneuf                               | Saône-et-Loire       | Bourgogne-Franche-Comté    | 46° 13′ 04,4″ N, 4° 15′ 07,6″ E  |                                  | |
| Chamvres,                                                   | Yonne                | Bourgogne-Franche-Comté    | 47° 57′ 25,4″ N, 3° 21′ 32,5″ E  |                                  | Le Poilu victorieux de Chamvres                                                                         |
| Germigny                                                    | Yonne                | Bourgogne-Franche-Comté    | 47° 59′ 42,2″ N, 3° 46′ 47″ E    |                                  | |
| Neuvy-Sautour                                               | Yonne                | Bourgogne-Franche-Comté    | 48° 02′ 28,2″ N, 3° 47′ 36,6″ E  |                                  | |
| Saint-Julien-du-Sault                                       | Yonne                | Bourgogne-Franche-Comté    | 48° 01′ 47,6″ N, 3° 17′ 42″ E    |                                  | Le Poilu victorieux de Saint-Julien-du-Sault                                                            |
| Bourbriac                                                   | Côtes-d'Armor        | Bretagne                   | 48° 28′ 25,7″ N, 3° 11′ 16,1″ O  |                                  | Le Poilu victorieux de Bourbriac                                                                        |
| Maël-Carhaix                                                | Côtes-d'Armor        | Bretagne                   | 48° 17′ 04,8″ N, 3° 25′ 28″ O    |                                  | |
| Trédarzec                                                   | Côtes-d'Armor        | Bretagne                   |                                  |                                  | Le Poilu victorieux de Trédarzec                                                                        |
| Andouillé-Neuville                                          | Ille-et-Vilaine      | Bretagne                   | 48° 17′ 36,3″ N, 1° 35′ 25,9″ O  | IA35038222                       | |
| Dol-de-Bretagne                                             | Ille-et-Vilaine      | Bretagne                   | 48° 32′ 58,5″ N, 1° 45′ 12,2″ O  | IA35001643                       | |
| Saint-Étienne-en-Coglès                                     | Ille-et-Vilaine      | Bretagne                   |                                  |                                  | |
| Saint-Georges-de-Reintembault                               | Ille-et-Vilaine      | Bretagne                   | 48° 30′ 32,4″ N, 1° 14′ 35,1″ O  |                                  | Le Poilu victorieux de Saint-Georges-de-Reintembault                                                    |
| Saint-Jean-sur-Couesnon                                     | Ille-et-Vilaine      | Bretagne                   | 48° 17′ 27,9″ N, 1° 22′ 02,2″ O  |                                  | Le Poilu victorieux de Saint-Jean-sur-Couesnon                                                          |
| Elven                                                       | Morbihan             | Bretagne                   |                                  |                                  | Le Poilu victorieux d'Elven                                                                             |
| Clémont                                                     | Cher                 | Centre-Val de Loire        | 47° 34′ 08″ N, 2° 18′ 29″ E      |                                  | |
| Salbris                                                     | Loir-et-Cher         | Centre-Val de Loire        | 47° 25′ 30″ N, 2° 03′ 00″ E      |                                  | Le Poilu victorieux de Salbris                                                                          |
| Boiscommun                                                  | Loiret               | Centre-Val de Loire        | 48° 02′ 19,3″ N, 2° 23′ 05,6″ E  |                                  | |
| Chaumont-Porcien                                            | Ardennes             | Grand Est                  | 49° 38′ 58,1″ N, 4° 14′ 49,5″ E  |                                  | Le Poilu victorieux de Chaumont-Porcien                                                                 |
| Les Hautes-Rivières                                         | Ardennes             | Grand Est                  | 49° 52′ 59,2″ N, 4° 50′ 30,7″ E  |                                  | Le Poilu victorieux des Hautes-Rivières                                                                 |
| Pure                                                        | Ardennes             | Grand Est                  |                                  |                                  | Le Poilu victorieux de Pure                                                                             |
| Chavanges                                                   | Aube                 | Grand Est                  | 48° 30′ 28,2″ N, 4° 34′ 26″ E    |                                  | Le Poilu victorieux de Chavanges                                                                        |
| Moussey                                                     | Aube                 | Grand Est                  | 48° 12′ 52,1″ N, 4° 05′ 39,6″ E  |                                  | Le Poilu victorieux de Moussey                                                                          |
| Piney                                                       | Aube                 | Grand Est                  | 48° 21′ 49,6″ N, 4° 19′ 58,9″ E  |                                  | Le Poilu victorieux de Piney                                                                            |
| Rosnay-l'Hôpital                                            | Aube                 | Grand Est                  | 48° 27′ 36,6″ N, 4° 29′ 58,2″ E  |                                  | |
| Bussières-lès-Belmont                                       | Haute-Marne          | Grand Est                  | 47° 44′ 45,7″ N, 5° 33′ 05,4″ E  |                                  | |
| Chalvraines                                                 | Haute-Marne          | Grand Est                  |                                  |                                  | |
| Doulevant-le-Château                                        | Haute-Marne          | Grand Est                  | 48° 22′ 39,9″ N, 4° 55′ 22″ E    |                                  | Le Poilu victorieux de Doulevant-le-Château                                                             |
| Fresnes-sur-Apance                                          | Haute-Marne          | Grand Est                  |                                  |                                  | Le Poilu victorieux de Fresnes-sur-Apance                                                               |
| Humes-Jorquenay                                             | Haute-Marne          | Grand Est                  |                                  |                                  | |
| Leffonds                                                    | Haute-Marne          | Grand Est                  | 47° 58′ 15″ N, 5° 09′ 57,3″ E    |                                  | |
| Sommevoire                                                  | Haute-Marne          | Grand Est                  | 48° 24′ 41″ N, 4° 50′ 27,2″ E    |                                  | |
| Thonnance-lès-Joinville                                     | Haute-Marne          | Grand Est                  | 48° 27′ 16,7″ N, 5° 10′ 23,8″ E  |                                  | |
| Orbais-l'Abbaye                                             | Marne                | Grand Est                  | 48° 57′ 02,5″ N, 3° 42′ 00,4″ E  |                                  | Le Poilu victorieux d'Orbais-l'Abbaye                                                                   |
| Avril                                                       | Meurthe-et-Moselle   | Grand Est                  | 49° 17′ 13,9″ N, 5° 57′ 47,2″ E  |                                  | Le Poilu victorieux d'Avril                                                                             |
| Mercy-le-Haut                                               | Meurthe-et-Moselle   | Grand Est                  | 49° 22′ 08″ N, 5° 49′ 33,7″ E    |                                  | Monument aux Morts de Mercy-le-Haut, remis en couleurs en 2025 pour la cérémonie hommage du 8 mai 1945. |
| Onville                                                     | Meurthe-et-Moselle   | Grand Est                  |                                  |                                  | Le Poilu victorieux d'Onville                                                                           |
| Pierre-la-Treiche                                           | Meurthe-et-Moselle   | Grand Est                  | 48° 38′ 35,7″ N, 5° 55′ 42,5″ E  |                                  | |
| Tucquegnieux                                                | Meurthe-et-Moselle   | Grand Est                  | 49° 17′ 56″ N, 5° 52′ 57,2″ E    |                                  | Le Poilu victorieux de Tucquegnieux                                                                     |
| Arrancy-sur-Crusnes                                         | Meuse                | Grand Est                  | 49° 24′ 48,9″ N, 5° 39′ 12,5″ E  |                                  | Le Poilu victorieux d'Arrancy-sur-Crusne                                                                |
| Aulnois-en-Perthois                                         | Meuse                | Grand Est                  |                                  |                                  | Le Poilu victorieux d'Aulnois-en-Perthois                                                               |
| Hannonville-sous-les-Côtes                                  | Meuse                | Grand Est                  | 49° 02′ 25,6″ N, 5° 39′ 35″ E    |                                  | |
| Jonville-en-Woëvre                                          | Meuse                | Grand Est                  | 49° 03′ 59,3″ N, 5° 47′ 06″ E    |                                  | |
| Montiers-sur-Saulx                                          | Meuse                | Grand Est                  | 48° 31′ 55,9″ N, 5° 15′ 59,8″ E  |                                  | |
| Remoiville                                                  | Meuse                | Grand Est                  | 49° 26′ 34,2″ N, 5° 21′ 39,6″ E  | IM55003703                       | |
| Revigny-sur-Ornain                                          | Meuse                | Grand Est                  |                                  |                                  | |
| Romagne-sous-les-Côtes                                      | Meuse                | Grand Est                  | 49° 19′ 30″ N, 5° 28′ 11,6″ E    |                                  | |
| Autigny-la-Tour                                             | Vosges               | Grand Est                  |                                  |                                  | |
| Bettegney-Saint-Brice                                       | Vosges               | Grand Est                  |                                  |                                  | |
| Brouvelieures                                               | Vosges               | Grand Est                  |                                  |                                  | Le Poilu victorieux de Brouvelieures                                                                    |
| Corcieux                                                    | Vosges               | Grand Est                  | 48° 10′ 21,2″ N, 6° 52′ 53,8″ E  |                                  | Le Poilu victorieux de Corcieux                                                                         |
| La Croix-aux-Mines                                          | Vosges               | Grand Est                  |                                  |                                  | Le Poilu victorieux de La Croix-aux-Mines                                                               |
| Dommartin-lès-Remiremont                                    | Vosges               | Grand Est                  |                                  |                                  | Le Poilu victorieux de Dommartin-lès-Remiremont                                                         |
| Ferdrupt                                                    | Vosges               | Grand Est                  | 47° 54′ 24,2″ N, 6° 42′ 35,8″ E  |                                  | Le Poilu victorieux de Ferdrupt                                                                         |
| Gerbépal                                                    | Vosges               | Grand Est                  | 48° 09′ 03,02″ N, 6° 55′ 22,8″ E |                                  | Le Poilu victorieux de Gerbépal                                                                         |
| Grandvillers                                                | Vosges               | Grand Est                  |                                  |                                  | |
| Longchamp                                                   | Vosges               | Grand Est                  |                                  |                                  | |
| Monthureux-sur-Saône                                        | Vosges               | Grand Est                  |                                  |                                  | |
| Les Poulières                                               | Vosges               | Grand Est                  |                                  |                                  | |
| Bellicourt                                                  | Aisne                | Hauts-de-France            | 49° 57′ 41,3″ N, 3° 13′ 53,6″ E  |                                  | Le Poilu victorieux de Bellicourt                                                                       |
| Buironfosse                                                 | Aisne                | Hauts-de-France            | 49° 57′ 58,1″ N, 3° 50′ 06,3″ E  |                                  | |
| Chaourse                                                    | Aisne                | Hauts-de-France            | 49° 42′ 15,6″ N, 3° 59′ 55,7″ E  |                                  | Le Poilu victorieux de Chaourse                                                                         |
| Dallon                                                      | Aisne                | Hauts-de-France            | 49° 49′ 09,1″ N, 3° 14′ 30″ E    |                                  | Le Poilu victorieux de Dallon                                                                           |
| Effry                                                       | Aisne                | Hauts-de-France            |                                  |                                  | Le Poilu victorieux d'Effry                                                                             |
| Liesse-Notre-Dame                                           | Aisne                | Hauts-de-France            | 49° 36′ 33,8″ N, 3° 48′ 13,2″ E  |                                  | |
| Marly-Gomont                                                | Aisne                | Hauts-de-France            | 49° 54′ 16,1″ N, 3° 46′ 56,8″ E  |                                  | Le Poilu victorieux de Marly-Gomont                                                                     |
| Neuilly-Saint-Front                                         | Aisne                | Hauts-de-France            | 49° 10′ 15,5″ N, 3° 15′ 36,7″ E  |                                  | |
| Origny-en-Thiérache                                         | Aisne                | Hauts-de-France            |                                  |                                  | Le Poilu victorieux d'Origny-en-Thiérache                                                               |
| Sains-Richaumont                                            | Aisne                | Hauts-de-France            |                                  |                                  | Le Poilu victorieux de Sains-Richaumont                                                                 |
| Bévillers                                                   | Nord                 | Hauts-de-France            | 50° 09′ 23,2″ N, 3° 23′ 22,6″ E  |                                  | Le Poilu victorieux de Bévillers                                                                        |
| Blaringhem                                                  | Nord                 | Hauts-de-France            |                                  |                                  | |
| Boursies                                                    | Nord                 | Hauts-de-France            |                                  |                                  | Le Poilu victorieux de Boursies                                                                         |
| Cattenières                                                 | Nord                 | Hauts-de-France            | 50° 08′ 16,1″ N, 3° 19′ 55,5″ E  |                                  | Le Poilu victorieux de Cattenières                                                                      |
| Esnes                                                       | Nord                 | Hauts-de-France            | 50° 06′ 04,2″ N, 3° 18′ 42,8″ E  |                                  | Le Poilu victorieux d'Esnes                                                                             |
| Flines-lez-Raches (remplacé par une statue de Jules Déchin) | Nord                 | Hauts-de-France            |                                  |                                  | |
| Fresnes-sur-Escaut                                          | Nord                 | Hauts-de-France            | 50° 26′ 01,4″ N, 3° 34′ 41,5″ E  |                                  | |
| Inchy                                                       | Nord                 | Hauts-de-France            | 50° 07′ 21,3″ N, 3° 27′ 47,9″ E  |                                  | Le Poilu victorieux d'Inchy                                                                             |
| Lambres-lez-Douai                                           | Nord                 | Hauts-de-France            |                                  |                                  | Le Poilu victorieux de Lambres-lez-Douai                                                                |
| Lécluse                                                     | Nord                 | Hauts-de-France            | 50° 16′ 40,5″ N, 3° 02′ 21,4″ E  |                                  | Le Poilu victorieux de Lécluse                                                                          |
| Lesquin                                                     | Nord                 | Hauts-de-France            | 50° 35′ 18,1″ N, 3° 06′ 13,9″ E  |                                  | |
| Ligny-en-Cambrésis                                          | Nord                 | Hauts-de-France            | 50° 05′ 58,5″ N, 3° 22′ 47,4″ E  |                                  | Le Poilu victorieux de Ligny-en-Cambrésis                                                               |
| Marpent                                                     | Nord                 | Hauts-de-France            | 50° 17′ 34,6″ N, 4° 04′ 47,9″ E  |                                  | Le Poilu victorieux de Marpent                                                                          |
| Ohain                                                       | Nord                 | Hauts-de-France            | 50° 02′ 21,6″ N, 4° 07′ 05″ E    |                                  | Le Poilu victorieux de Ohain                                                                            |
| Sailly-lez-Lannoy                                           | Nord                 | Hauts-de-France            | 50° 38′ 45,3″ N, 3° 13′ 15,1″ E  |                                  | Le Poilu victorieux de Sailly-lez-Lannoy                                                                |
| Saint-Hilaire-lez-Cambrai                                   | Nord                 | Hauts-de-France            | 50° 10′ 56,9″ N, 3° 24′ 49,8″ E  |                                  | |
| Saulzoir                                                    | Nord                 | Hauts-de-France            | 50° 30′ 00,7″ N, 2° 41′ 47,1″ E  |                                  | Le Poilu victorieux de Saulzoir                                                                         |
| Troisvilles                                                 | Nord                 | Hauts-de-France            | 50° 06′ 16,3″ N, 3° 28′ 13,6″ E  |                                  | |
| Wambrechies                                                 | Nord                 | Hauts-de-France            | 50° 41′ 26,4″ N, 3° 03′ 18,9″ E  |                                  | Le Poilu victorieux de Wambrechies                                                                      |
| Breteuil                                                    | Oise                 | Hauts-de-France            | 49° 37′ 54,3″ N, 2° 17′ 39,7″ E  |                                  | |
| Luchy                                                       | Oise                 | Hauts-de-France            | 49° 33′ 18″ N, 2° 07′ 09,3″ E    |                                  | Le Poilu victorieux de Luchy                                                                            |
| Maignelay-Montigny                                          | Oise                 | Hauts-de-France            | 49° 32′ 37″ N, 2° 30′ 30,6″ E    |                                  | Le Poilu victorieux de Maignelay-Montigny                                                               |
| Songeons                                                    | Oise                 | Hauts-de-France            | 49° 32′ 54,8″ N, 1° 51′ 14,2″ E  |                                  | Le Poilu victorieux de Songeons                                                                         |
| Tracy-le-Val                                                | Oise                 | Hauts-de-France            | 49° 29′ 19,4″ N, 3° 00′ 31,3″ E  |                                  | |
| Boiry-Notre-Dame                                            | Pas-de-Calais        | Hauts-de-France            | 50° 16′ 22,7″ N, 2° 56′ 36,4″ E  |                                  | Le Poilu victorieux de Boiry-Notre-Dame                                                                 |
| Divion                                                      | Pas-de-Calais        | Hauts-de-France            | 50° 28′ 11,2″ N, 2° 30′ 34,5″ E  |                                  | |
| Estrée-Blanche                                              | Pas-de-Calais        | Hauts-de-France            | 50° 35′ 34,1″ N, 2° 19′ 18,4″ E  |                                  | Le Poilu victorieux d'Estrée-Blanche                                                                    |
| Favreuil                                                    | Pas-de-Calais        | Hauts-de-France            |                                  |                                  | |
| Givenchy-en-Gohelle                                         | Pas-de-Calais        | Hauts-de-France            |                                  |                                  | Le Poilu victorieux de Givenchy-en-Gohelle                                                              |
| Isbergues                                                   | Pas-de-Calais        | Hauts-de-France            |                                  |                                  | Le Poilu victorieux d'Isbergues                                                                         |
| Lebucquière                                                 | Pas-de-Calais        | Hauts-de-France            |                                  |                                  | Le Poilu victorieux de Lebucquière                                                                      |
| Locon                                                       | Pas-de-Calais        | Hauts-de-France            |                                  |                                  | |
| Molinghem (ancienne commune rattachée à Isbergues)          | Pas-de-Calais        | Hauts-de-France            | 50° 37′ 25,9″ N, 2° 27′ 09,8″ E  |                                  | Le Poilu victorieux de Molinghem (ancienne commune rattachée à Isbergues)                               |
| Pas-en-Artois                                               | Pas-de-Calais        | Hauts-de-France            | 50° 09′ 15,1″ N, 2° 29′ 27,1″ E  |                                  | Le Poilu victorieux de Pas-en-Artois                                                                    |
| Roquetoire                                                  | Pas-de-Calais        | Hauts-de-France            |                                  |                                  | Le Poilu victorieux de Roquetoire                                                                       |
| Rumaucourt                                                  | Pas-de-Calais        | Hauts-de-France            |                                  |                                  | |
| Sailly-Labourse                                             | Pas-de-Calais        | Hauts-de-France            | 50° 30′ 00,7″ N, 2° 41′ 47,1″ E  |                                  | Le Poilu victorieux de Sailly-Labourse                                                                  |
| Saint-Martin-Boulogne                                       | Pas-de-Calais        | Hauts-de-France            | 50° 43′ 31,9″ N, 1° 37′ 56″ E    |                                  | Le Poilu victorieux de Saint-Martin-Boulogne                                                            |
| Beauval                                                     | Somme                | Hauts-de-France            | 50° 06′ 29,3″ N, 2° 20′ 02,9″ E  |                                  | |
| Cappy                                                       | Somme                | Hauts-de-France            | 49° 55′ 35,9″ N, 2° 45′ 23,1″ E  |                                  | Le Poilu victorieux de Cappy                                                                            |
| Raincheval                                                  | Somme                | Hauts-de-France            | 50° 04′ 29,1″ N, 2° 26′ 21,3″ E  |                                  | Le Poilu victorieux de Raincheval                                                                       |
| Bellot                                                      | Seine-et-Marne       | Île-de-France              | 48° 51′ 24,8″ N, 3° 18′ 57,1″ E  |                                  | Le Poilu victorieux de Bellot                                                                           |
| Longueville                                                 | Seine-et-Marne       | Île-de-France              | 48° 30′ 53,1″ N, 3° 14′ 51,9″ E  |                                  | |
| Tremblay-en-France                                          | Seine-Saint-Denis    | Île-de-France              |                                  |                                  | Le Poilu victorieux de Tremblay-en-France                                                               |
| Creully                                                     | Calvados             | Normandie                  | 49° 17′ 05,3″ N, 0° 32′ 24,2″ O  |                                  | Le Poilu victorieux de Creully                                                                          |
| Saint-Manvieu-Norrey                                        | Calvados             | Normandie                  | 49° 11′ 49,1″ N, 0° 30′ 50,9″ O  |                                  | Le Poilu victorieux de Saint-Manvieu-Norrey                                                             |
| Sainte-Marguerite-de-Viette                                 | Calvados             | Normandie                  | 49° 00′ 42,9″ N, 0° 05′ 19,5″ E  |                                  | |
| Troarn                                                      | Calvados             | Normandie                  | 49° 10′ 55,8″ N, 0° 10′ 56,3″ O  |                                  | |
| Beaumesnil                                                  | Eure                 | Normandie                  | 49° 00′ 51″ N, 0° 42′ 11,9″ E    | IA00019415 IA00019711            | Le Poilu victorieux de Beaumesnil                                                                       |
| La Bonneville-sur-Iton                                      | Eure                 | Normandie                  | 48° 59′ 25,8″ N, 1° 02′ 14,6″ E  |                                  | |
| Longchamps                                                  | Eure                 | Normandie                  | 49° 21′ 39″ N, 1° 37′ 29,9″ E    |                                  | |
| Pacy-sur-Eure (détruit en 1944)                             | Eure                 | Normandie                  |                                  |                                  | |
| Pont-Saint-Pierre                                           | Eure                 | Normandie                  |                                  |                                  | |
| Quittebeuf                                                  | Eure                 | Normandie                  | 49° 06′ 25,3″ N, 1° 00′ 33,8″ E  |                                  | Le Poilu victorieux de Quittebeuf                                                                       |
| Thiberville                                                 | Eure                 | Normandie                  |                                  |                                  | Le Poilu victorieux de Thiberville                                                                      |
| La Haye-Pesnel                                              | Manche               | Normandie                  | 48° 47′ 47,4″ N, 1° 23′ 51,2″ O  |                                  | |
| Domfront                                                    | Orne                 | Normandie                  |                                  |                                  | |
| Lonlay-l'Abbaye                                             | Orne                 | Normandie                  |                                  |                                  | Le Poilu victorieux de Lonlay-l'Abbaye                                                                  |
| Putanges-Pont-Écrepin                                       | Orne                 | Normandie                  | 48° 45′ 51,8″ N, 0° 14′ 36,2″ O  |                                  | Le Poilu victorieux de Putanges-Pont-Écrepin                                                            |
| Rabodanges                                                  | Orne                 | Normandie                  |                                  |                                  | |
| Isneauville                                                 | Seine-Maritime       | Normandie                  |                                  |                                  | Le Poilu victorieux d'Isneauville                                                                       |
| Limésy                                                      | Seine-Maritime       | Normandie                  | 49° 36′ 46,5″ N, 0° 55′ 26,6″ E  |                                  | Le Poilu victorieux de Limésy                                                                           |
| Saint-Jean-de-Liversay                                      | Charente-Maritime    | Nouvelle-Aquitaine         | 46° 16′ 13″ N, 0° 52′ 28″ O      | IA00043526                       | Le Poilu victorieux de Saint-Jean-de-Liversay                                                           |
| Sainte-Soulle                                               | Charente-Maritime    | Nouvelle-Aquitaine         | 46° 11′ 07,3″ N, 1° 00′ 31″ O    |                                  | Le Poilu victorieux de Sainte-Soulle                                                                    |
| Chéniers                                                    | Creuse               | Nouvelle-Aquitaine         | 46° 21′ 08″ N, 1° 49′ 37″ E      |                                  | |
| Rougnat                                                     | Creuse               | Nouvelle-Aquitaine         | 46° 03′ 13,9″ N, 2° 30′ 01,5″ E  |                                  | Le Poilu victorieux de Rougnat                                                                          |
| Sannat                                                      | Creuse               | Nouvelle-Aquitaine         | 46° 07′ 11″ N, 2° 24′ 29″ E      |                                  | Le Poilu victorieux de Sannat                                                                           |
| Soumans                                                     | Creuse               | Nouvelle-Aquitaine         | 46° 18′ 03,3″ N, 2° 18′ 29,1″ E  |                                  | |
| La Chapelle-Saint-Laurent                                   | Deux-Sèvres          | Nouvelle-Aquitaine         |                                  |                                  | Le Poilu victorieux de La Chapelle-Saint-Laurent                                                        |
| Saint-Aubin-le-Cloud                                        | Deux-Sèvres          | Nouvelle-Aquitaine         |                                  |                                  | |
| Villamblard                                                 | Dordogne             | Nouvelle-Aquitaine         | 45° 01′ 20,2″ N, 0° 32′ 25,3″ E  |                                  | Le Poilu victorieux de Villamblard                                                                      |
| Anglade                                                     | Gironde              | Nouvelle-Aquitaine         | 45° 12′ 41,5″ N, 0° 38′ 14,3″ O  |                                  | Le Poilu victorieux d'Anglade                                                                           |
| Blasimon                                                    | Gironde              | Nouvelle-Aquitaine         | 44° 44′ 54,4″ N, 0° 04′ 22,9″ O  |                                  | Le Poilu victorieux de Blasimon                                                                         |
| Carcans                                                     | Gironde              | Nouvelle-Aquitaine         | 45° 04′ 41,2″ N, 1° 02′ 48,8″ O  |                                  | |
| Civrac-de-Blaye                                             | Gironde              | Nouvelle-Aquitaine         | 45° 06′ 43″ N, 0° 26′ 36,2″ O    |                                  | Le Poilu victorieux de Civrac-de-Blaye                                                                  |
| Saint-Jean-Ligoure                                          | Haute-Vienne         | Nouvelle-Aquitaine         |                                  |                                  | |
| Lafox                                                       | Lot-et-Garonne       | Nouvelle-Aquitaine         | 44° 10′ 10,4″ N, 0° 41′ 53,7″ E  |                                  | |
| Buzy                                                        | Pyrénées-Atlantiques | Nouvelle-Aquitaine         | 43° 08′ 02,4″ N, 0° 27′ 35,2″ O  |                                  | |
| Angliers                                                    | Vienne               | Nouvelle-Aquitaine         |                                  |                                  | |
| Civray                                                      | Vienne               | Nouvelle-Aquitaine         | 46° 08′ 52″ N, 0° 17′ 46″ E      |                                  | Le Poilu victorieux de Civray                                                                           |
| Saint-Benoît                                                | Vienne               | Nouvelle-Aquitaine         | 46° 32′ 59,6″ N, 0° 20′ 33,6″ E  |                                  | Le Poilu victorieux de Saint-Benoît                                                                     |
| Sanxay                                                      | Vienne               | Nouvelle-Aquitaine         | 46° 29′ 39,3″ N, 0° 00′ 25,3″ O  |                                  | |
| Saurat                                                      | Ariège               | Occitanie                  | 42° 52′ 39,7″ N, 1° 32′ 04,5″ E  | IA09000981 IM09002382 PM09004431 | Le Poilu victorieux de Saurat                                                                           |
| Arzens                                                      | Aude                 | Occitanie                  | 43° 12′ 01,2″ N, 2° 12′ 33″ E    | IM11000186                       | Le Poilu victorieux d'Arzens                                                                            |
| Cavanac                                                     | Aude                 | Occitanie                  | 43° 10′ 04,8″ N, 2° 19′ 38,6″ E  | IM11000133                       | |
| Capdenac-Gare                                               | Aveyron              | Occitanie                  | 44° 34′ 32,6″ N, 2° 04′ 40,8″ E  |                                  | |
| Pons (Saint-Hippolyte)                                      | Aveyron              | Occitanie                  | 44° 43′ 01,3″ N, 2° 33′ 08,5″ E  |                                  | |
| Cologne                                                     | Gers                 | Occitanie                  | 43° 43′ 18,4″ N, 0° 58′ 39,8″ E  | IA32000168                       | Le Poilu victorieux de Cologne                                                                          |
| Juvignac                                                    | Hérault              | Occitanie                  |                                  |                                  | |
| Saint-Sauveur-de-Peyre                                      | Lozère               | Occitanie                  |                                  | IM48000682                       | |
| Briatexte                                                   | Tarn                 | Occitanie                  |                                  |                                  | Le Poilu victorieux de Briatexte                                                                        |
| Saint-Amans-Soult                                           | Tarn                 | Occitanie                  |                                  |                                  | |
| Chalonnes-sur-Loire                                         | Maine-et-Loire       | Pays de la Loire           | 47° 20′ 51,8″ N, 0° 45′ 47″ O    |                                  | |
| Mazé                                                        | Maine-et-Loire       | Pays de la Loire           | 47° 27′ 20,5″ N, 0° 16′ 19,2″ O  |                                  | |
| Vihiers (ancienne commune rattachée à Lys-Haut-Layon)       | Maine-et-Loire       | Pays de la Loire           |                                  |                                  | |
| Chevaigné-du-Maine                                          | Mayenne              | Pays de la Loire           | 48° 26′ 14,2″ N, 0° 23′ 17,1″ O  |                                  | Le Poilu victorieux de Chevaigné-du-Maine                                                               |
| Saint-Ouën-des-Toits                                        | Mayenne              | Pays de la Loire           | 48° 08′ 13″ N, 0° 54′ 25,9″ O    |                                  | Le Poilu victorieux de Saint-Ouën-des-Toits                                                             |
| Senonnes                                                    | Mayenne              | Pays de la Loire           | 47° 47′ 52,1″ N, 1° 12′ 13,2″ O  |                                  | |
| Trans                                                       | Mayenne              | Pays de la Loire           | 48° 16′ 29″ N, 0° 18′ 20,3″ O    |                                  | |
| Les Epesses                                                 | Vendée               | Pays de la Loire           | 46° 53′ 03,7″ N, 0° 53′ 45,8″ O  |                                  | |
| Le Mazeau                                                   | Vendée               | Pays de la Loire           |                                  |                                  | |
| Saint-Cyr-en-Talmondais                                     | Vendée               | Pays de la Loire           | 46° 27′ 37″ N, 1° 20′ 16,3″ O    |                                  | Le Poilu victorieux de Saint-Cyr-en-Talmondais                                                          |
| Saint-Michel-en-l'Herm                                      | Vendée               | Pays de la Loire           |                                  |                                  | Le Poilu victorieux de Saint-Michel-en-l'Herm                                                           |
| Vouvant                                                     | Vendée               | Pays de la Loire           | 46° 34′ 20,4″ N, 0° 46′ 10,3″ O  |                                  | Le Poilu victorieux de Vouvant                                                                          |
| Charleval                                                   | Bouches-du-Rhône     | Provence-Alpes-Côte d'Azur | 43° 43′ 10,7″ N, 5° 14′ 49,8″ E  |                                  | Le Poilu victorieux de Charleval                                                                        |
| Sainte-Suzanne                                              | La Réunion           | La Réunion                 |                                  |                                  | Le Poilu victorieux de Sainte-Suzanne                                                                   |

### Canada
Un modèle a été donné par la France au Canada, en mémoire de la participation à la Première Guerre mondiale des combattants de l'ouest canadien ; il est installé en 1931 devant la cathédrale Saint-Boniface à Winnipeg (49° 53′ 21″ N, 97° 07′ 25,9″ O), sur un socle dessiné par Nicolas Pirotton,.

## Statues semblables auPoilu victorieux
Plusieurs statues de poilu, présentes sur des monuments aux morts en France, sont assez semblables au Poilu victorieux et peuvent être confondues avec lui. Elles sont néanmoins beaucoup moins répandues.

### Statue de Charles Caby
Charles Caby a réalisé une statue présente sur trois monuments aux morts du Nord-Pas-de-Calais. Les différences notables avec Le Poilu victorieux sont que : la couronne de laurier brandie par le poilu est orientée verticalement, le poilu ne brandit pas de palme dans sa main droite et sa bouche est fermée.
| Commune          | Département   | Coordonnées géographiques       | Photo |
| ---------------- | ------------- | ------------------------------- | ----- |
| Moncheaux        | Nord          | 50° 27′ 11,6″ N, 3° 04′ 46″ E   |       |
| Villers-Guislain | Nord          | 50° 02′ 25″ N, 3° 09′ 19,9″ E   |       |
| Hébuterne        | Pas-de-Calais | 50° 07′ 28,6″ N, 2° 38′ 14,4″ E |       |

### Statue deMartial Caumont
| Commune        | Département     | Coordonnées géographiques   | Photo |
| -------------- | --------------- | --------------------------- | ----- |
| Vic-en-Bigorre | Hautes-Pyrénées | 43° 23′ 10″ N, 0° 03′ 16″ E |       |

### Statue d'Élie Le Goff
Élie Le Goff a réalisé une statue présente sur plusieurs monuments aux morts de Bretagne. Les différences notables avec Le Poilu victorieux sont que : le poilu brandit un rameau de laurier et non une couronne, le poilu porte un béret de marin à la place du casque sur quelques exemplaires, le poilu lève son bras gauche et non le droit, la crosse de son fusil est en appui sur un casque à pointe, la bouche du poilu est fermée, c'est sa jambe gauche qui est avancée et fléchie, en appui sur un canon.
| Commune                | Département     | Coordonnées géographiques       | Photo |
| ---------------------- | --------------- | ------------------------------- | ----- |
| Merdrignac             | Côtes-d'Armor   | 48° 11′ 29,6″ N, 2° 24′ 44,2″ O |       |
| Plélo                  | Côtes-d'Armor   | 48° 33′ 21,4″ N, 2° 56′ 47,6″ O |       |
| Plémet                 | Côtes-d'Armor   | 48° 10′ 37,4″ N, 2° 35′ 37,5″ O |       |
| Saint-Nicolas-du-Pélem | Côtes-d'Armor   | 48° 18′ 50,5″ N, 3° 09′ 50,6″ O |       |
| Plélan-le-Grand        | Ille-et-Vilaine | 48° 00′ 06,6″ N, 2° 06′ 07″ O   |       |
| Belz                   | Morbihan        | 47° 40′ 34″ N, 3° 10′ 07,3″ O   |       |
| Brech                  | Morbihan        | 47° 43′ 13,9″ N, 2° 59′ 41,1″ O |       |
| Étel                   | Morbihan        | 47° 39′ 30″ N, 3° 11′ 58″ O     |       |
| Quistinic              | Morbihan        | 47° 54′ 15,2″ N, 3° 08′ 06,5″ O |       |

### Autres statues semblables auPoilu victorieux
| Sculpteur                  | Commune              | Département    | Coordonnées géographiques       | Photo |
| -------------------------- | -------------------- | -------------- | ------------------------------- | ----- |
|                            | Saint-Pierre-à-Champ | Deux-Sèvres    |                                 |       |
|                            | Monflanquin          | Lot-et-Garonne | 44° 31′ 51,5″ N, 0° 46′ 04,3″ E |       |
|                            | Guillemont           | Somme          | 50° 00′ 46,6″ N, 2° 49′ 27,8″ E |       |
| Julien Prosper Legastelois | Ermont               | Val-d'Oise     | 48° 59′ 26″ N, 2° 15′ 23″ E     |       |